# IC 1641
IC 1641 ist ein offener Sternhaufen im Sternbild Tukan. Das Objekt wurde am 27. November 1900 von DeLisle Stewart entdeckt.